# Världscupen i längdåkning 1991/1992
Världscupen i längdåkning 1991/1992 inleddes i Silver Star i Kanada den 8 december 1991 och avslutades i Vang i Norge den 14 mars 1992. Vinnare av totala världscupen blev Bjørn Dæhlie från Norge på herrsidan och Jelena Välbe från Ryssland på damsidan.

## Tävlingskalender

### Herrar
| Placering | Datum                         | Plats       | Distans                                         | Etta                                            | Tvåa                                            | Trea                                            |
| --------- | ----------------------------- | ----------- | ----------------------------------------------- | ----------------------------------------------- | ----------------------------------------------- | ----------------------------------------------- |
| 1.        | 8 december 1991               | Silver Star | 10 kilometer klassisk stil                      | Vegard Ulvang                                   | Vladimir Smirnov                                | Terje Langli                                    |
| 2.        | 9 december 1991               | Silver Star | 25 kilometer klassisk stil                      | Vegard Ulvang                                   | Bjørn Dæhlie                                    | Silvio Fauner                                   |
| 3.        | 14 december 1991              | Thunder Bay | 30 kilometer fristil                            | Bjørn Dæhlie                                    | Vegard Ulvang                                   | Kristen Skjeldal                                |
| 4.        | 4 januari 1992                | Kavgolovo   | 30 kilometer klassisk stil                      | Bjørn Dæhlie                                    | Vegard Ulvang                                   | Vladimir Smirnov                                |
| 5.        | 5 januari 1992                | Kavgolovo   | Stafett 4 × 10 kilometer                        | -                                               | -                                               | -                                               |
| 6.        | 11 januari 1992               | Cogne       | 15 kilometer fristil                            | Bjørn Dæhlie                                    | Torgny Mogren                                   | Sigurd Brørs                                    |
| 7.        | 12 januari 1992               | Cogne       | Stafett 4 x 10 kilometer                        | -                                               | -                                               | -                                               |
| OS        | 8 februari - 23 februari 1992 | Albertville | Längdskidåkning vid olympiska vinterspelen 1992 | Längdskidåkning vid olympiska vinterspelen 1992 | Längdskidåkning vid olympiska vinterspelen 1992 | Längdskidåkning vid olympiska vinterspelen 1992 |
| 8.        | 29 februari 1992              | Lahtis      | 15 kilometer klassisk stil                      | Bjørn Dæhlie                                    | Vegard Ulvang                                   | Pål Gunnar Mikkelsplass                         |
| 9.        | 1 mars 1992                   | Lahtis      | Stafett 4 x 10 kilometer                        | -                                               | -                                               | -                                               |
| 10.       | 7 mars 1992                   | Funäsdalen  | 30 kilometer fristil                            | Torgny Mogren                                   | Bjørn Dæhlie                                    | Vladimir Smirnov                                |
| 11.       | 8 mars 1992                   | Funäsdalen  | Stafett 4 x 10 kilometer                        | -                                               | -                                               | -                                               |
| 12.       | 14 mars 1992                  | Vang        | 50 kilometer klassisk stil                      | Vegard Ulvang                                   | Michail Botvinov                                | Luboš Buchta                                    |

### Damer
| Placering | Datum                         | Plats       | Distans                                         | Etta                                            | Tvåa                                            | Trea                                            |
| --------- | ----------------------------- | ----------- | ----------------------------------------------- | ----------------------------------------------- | ----------------------------------------------- | ----------------------------------------------- |
| 1.        | 8 december 1991               | Silver Star | 5 kilometer klassisk stil                       | Jelena Välbe                                    | Stefania Belmondo                               | Svetlana Nagejkina                              |
| 2.        | 9 december 1991               | Silver Star | 15 kilometer klassisk stil                      | Stefania Belmondo                               | Jelena Välbe                                    | Ljubov Jegorova                                 |
| 3.        | 14 december 1991              | Thunder Bay | 5 kilometer fristil                             | Jelena Välbe                                    | Ljubov Jegorova                                 | Elin Nilsen                                     |
| 4.        | 4 januari 1992                | Kavgolovo   | 15 kilometer klassisk stil                      | Jelena Välbe                                    | Marjut Rolig                                    | Marja-Liisa Kirvesniemi                         |
| 5.        | 5 januari 1992                | Kavgolovo   | Stafett 4 × 5 kilometer                         | -                                               | -                                               | -                                               |
| 6.        | 11 januari 1992               | Cogne       | 30 kilometer fristil                            | Stefania Belmondo                               | Elin Nilsen                                     | Trude Dybendahl                                 |
| 7.        | 12 januari 1992               | Cogne       | Stafett 4 x 5 kilometer                         | -                                               | -                                               | -                                               |
| OS        | 8 februari - 23 februari 1992 | Albertville | Längdskidåkning vid olympiska vinterspelen 1992 | Längdskidåkning vid olympiska vinterspelen 1992 | Längdskidåkning vid olympiska vinterspelen 1992 | Längdskidåkning vid olympiska vinterspelen 1992 |
| 8.        | 29 februari 1992              | Lahtis      | 30 kilometer klassisk stil                      | Stefania Belmondo                               | Inger Helene Nybråten                           | Marjut Rolig                                    |
| 9.        | 7 mars 1992                   | Funäsdalen  | 5 kilometer klassisk stil                       | Marja-Liisa Kirvesniemi                         | Trude Dybendahl                                 | Ljubov Jegorova                                 |
| 10.       | 8 mars 1992                   | Funäsdalen  | Stafett 4 x 5 kilometer                         | -                                               | -                                               | -                                               |
| 11.       | 14 mars 1992                  | Vang        | 15 kilometer fristil                            | Jelena Välbe                                    | Ljubov Jegorova                                 | Stefania Belmondo                               |
| 12.       | 15 mars 1992                  | Vang        | Stafett 4 x 5 kilometer                         | -                                               | -                                               | -                                               |

## Slitställning

### Herrar
| Placering | Namn              | Land      | Total Poäng |
| --------- | ----------------- | --------- | ----------- |
| 1         | Bjørn Dæhlie      | Norge     | 198         |
| 2         | Vegard Ulvang     | Norge     | 196         |
| 3         | Vladimir Smirnov  | Kazakstan | 93          |
| 4         | Terje Langli      | Norge     | 83          |
| 5         | Torgny Mogren     | Sverige   | 73          |
| 6         | Michail Botvinov  | Ryssland  | 51          |
| 7         | Harri Kirvesniemi | Finland   | 48          |
| 7         | Kristen Skjeldal  | Norge     | 48          |
| 9         | Christer Majbäck  | Sverige   | 45          |
| 9         | Marco Albarello   | Italien   | 42          |

### Damer
| Placering | Namn                    | Land     | Total Poäng |
| --------- | ----------------------- | -------- | ----------- |
| 1         | Jelena Välbe            | Ryssland | 169         |
| 2         | Stefania Belmondo       | Italien  | 156         |
| 3         | Ljubov Jegorova         | Ryssland | 152         |
| 4         | Marjut Rolig Lukkarinen | Finland  | 122         |
| 5         | Elin Nilsen             | Norge    | 98          |
| 6         | Inger Helene Nybråten   | Norge    | 96          |
| 7         | Trude Dybendahl         | Norge    | 87          |
| 8         | Marie-Helene Westin     | Sverige  | 56          |
| 9         | Manuela Di Centa        | Italien  | 54          |
| 10        | Marja-Liisa Kirvesniemi | Finland  | 50          |